# Rorippa gigantea
Rorippa gigantea är en korsblommig växtart som först beskrevs av Joseph Dalton Hooker, och fick sitt nu gällande namn av Garn.-jones. Rorippa gigantea ingår i släktet fränen, och familjen korsblommiga växter. Inga underarter finns listade i Catalogue of Life.